# Château de Coulans
Le château de Coulans est un château dont la construction date essentiellement du XVIIIe siècle et qui est situé sur la commune de Coulans-sur-Gée, dans la région historique du Maine (actuel département de la Sarthe), en France.
Il est en partie inscrit au titre des monuments historiques.

## Histoire
La terre de Coulans, siège d'une ancienne baronnie dépendant du comté de la Suze, appartenait à la famille de Champagne au XVIIe siècle.
Vers 1680, Paul Gaultier, secrétaire du prince de Condé l'achète, avant de le laisser à sa nièce, Marie Renée Gaultier de Bésigny, épouse en 1729 de Denis Pasquier, conseiller au Parlement de Paris (1698-1783). Le château de Coulans est resté depuis dans leur descendance .

## Architecture
Le château et ses dépendances sont disposés en équerre et occupent deux des côtés d'un vaste terre-plein maçonné limité par de vastes douves en eau. Le corps de logis présente une large façade prolongée par deux ailes basses dont l'une rejoint les dépendances.

## Protections
Les façades et toitures du château font l'objet d'une inscription aux monuments historiques depuis le 10 avril 1980.

## Pour approfondir